# Spišské Podhradie
Spišské Podhradie (en húngaro: Szepesváralja) es una ciudad perteneciente al municipio de Spiš, distrito de Levoča en la región de Prešov en Eslovaquia. Su población es de 3.826 habitantes. Fue incluida por la Unesco en la lista del Patrimonio de la Humanidad en 1993 junto a las localizaciones del castillo de Spiš, el Convento de Spiš y Žehra. En 2009, se amplió el sitio protegido para incluir el centro histórico de Levoča.
La población está situada a los pies de la colina dominada por el castillo de Spiš.

## Demografía
| Año        | 1994 | 2004    | 2014    | 2024    |
| ---------- | ---- | ------- | ------- | ------- |
| Población  | 3665 | 3872    | 4035    | 3730    |
| Diferencia |      | +5,64 % | +4,20 % | −7,55 % |

| Año        | 2023 | 2024    |
| ---------- | ---- | ------- |
| Población  | 3754 | 3730    |
| Diferencia |      | −0,63 % |